# Central Tower
El Central Tower Múnich (antes conocido como Munich City Tower) es un edificio de gran altura localizado en Múnich, la capital de Baviera (Alemania). El edificio de 23 pisos tiene una altura de 85 metros hasta su última planta, pero tiene una antena de 30 m de altura sobre la estructura, lo que hace que llegue a una altura total de 115 metros convirtiéndose en el tercer edificio más alto de la ciudad. Además del rascacielos el complejo incluye un edificio más pequeño de 6 plantas de altura, llamado la "Basílica". El Central Tower Múnich fue construido entre los años 2001 y 2003 según los planos del arquitecto Heinz Musil.

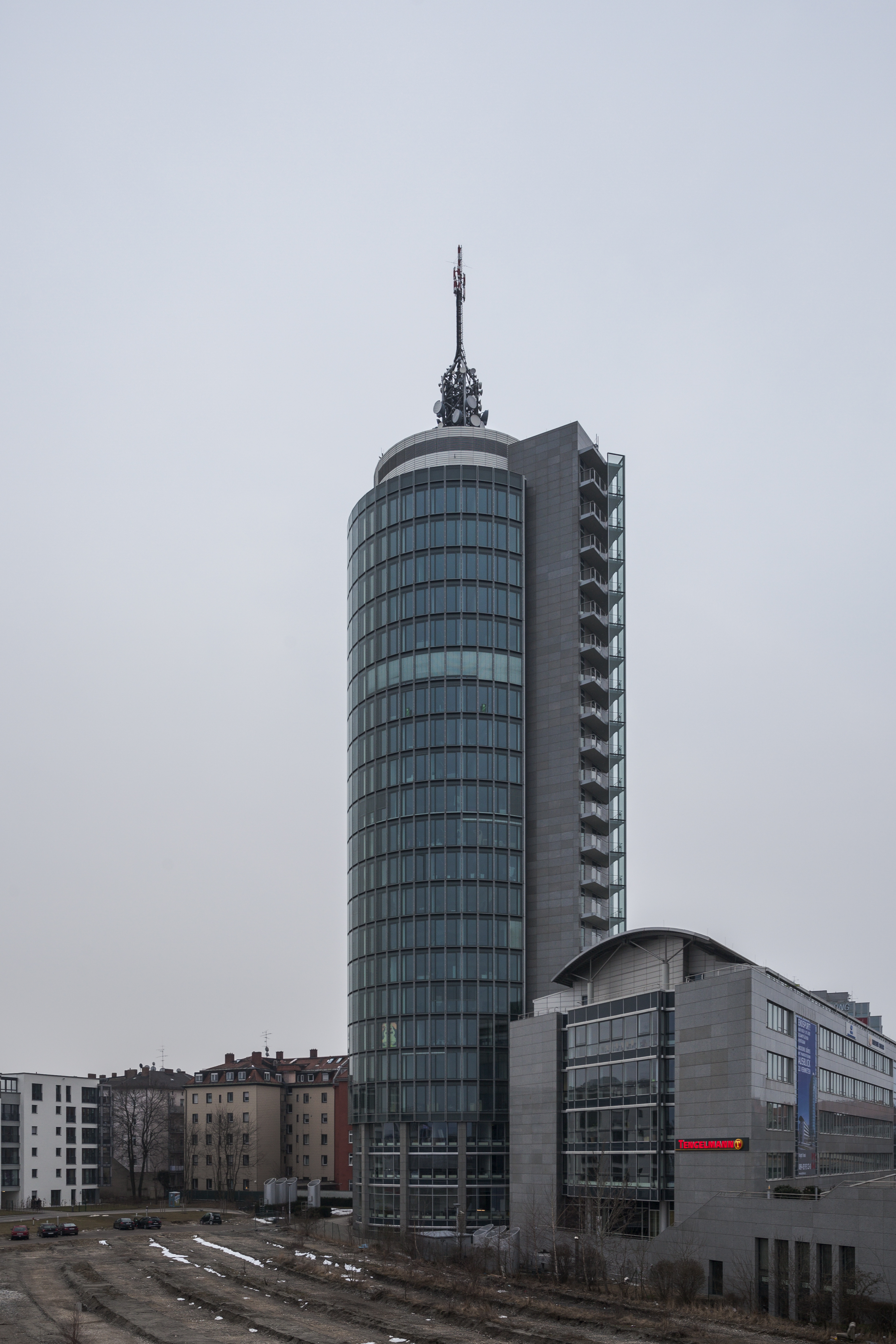
Vista diurna.

La torre está situada en la intersección de Donnersbergerbrücke con la calle Landsberger en el distrito de Schwanthalerhöhe, en el lado opuesto del puente. En sí, la edificación tiene un diseño arquitectónico similar a la torre de oficinas de Mercedes (Mercedes Niederlassung). A finales de 2009 la Munich City Tower cambió su nombre al actual, Central Tower Múnich.